# Джоан Остін
Джоан Остін (англ. Joan Austin; 23 січня 1903 — 2 квітня 1998) — колишня британська тенісистка.
Найвищим досягненням на турнірах Великого шолома був фінал в парному розряді.

## Фінали турнірів Великого шолома

### Парний розряд: (1 поразка)
| Результат | Рік  | Турнір               | Покриття | Партнерка     | Суперниці                    | Рахунок  |
| --------- | ---- | -------------------- | -------- | ------------- | ---------------------------- | -------- |
| Поразка   | 1923 | Вімблдонський турнір | Трава    | Евелін Кол'єр | Сюзанн Ленглен Елізабет Раян | 3–6, 1–6 |